# Serben in Kroatien
Die Serben in Kroatien (serbokroatisch Срби у Хрватској Srbi u Hrvatskoj) oder Kroatischen Serben (Хрватски Срби Hrvatski Srbi) sind die zahlenmäßig größte nationale Minderheit des Landes.
Gemäß der Volkszählung von 2011 lebten zu jenem Zeitpunkt 186.633 Serben in Kroatien, was 4,36 Prozent der Gesamtbevölkerung des Staates entspricht.

## Demografie

### Population

Orthodoxe Kirche in Zagreb und Denkmal für Petar Preradovic, Cvijetni Trg (Blumenplatz) in Zagreb

Vor Ausbruch des Kroatien-Krieges im Jahr 1991 lebten in Kroatien etwa 581.663 Serben, was etwa 12,1 Prozent der Gesamtbevölkerung Kroatiens entsprach.
1971 zählte man 626.789 Serben in der Sozialistischen Republik Kroatien (über 14 Prozent der Gesamtbevölkerung Kroatiens). Die Serben bildeten neben den Kroaten eines der beiden konstitutiven Völker Kroatiens. 1990 wurde die Verfassung von der Partei Franjo Tudjmans, der HDZ, einseitig geändert und die Serben zur Minderheit herabgestuft, wobei die Serben überstimmt wurden.
Während des Zweiten Weltkrieges bildeten die Serben 30 % der Bevölkerung des Unabhängigen Staates Kroatien (Vasallenstaat 1941–1945). Das Staatsgebiet umfasste jedoch auch ganz Bosnien-Herzegowina. Dafür wurde nahezu die gesamte kroatische Bevölkerung in der Küstenregion samt Hinterland vom übrigen Kroatien getrennt.
Gemäß der Volkszählung von 1931 im Königreich Jugoslawien wurden rund 633.000 Serben auf kroatischen Gebieten gezählt. Die Grenzen dieser Gebiete verliefen jedoch anders als die heutigen. Insoweit ist diese Zahlenangabe nicht vergleichbar.
Die Volkszählung im Jahr 1840 in Österreich-Ungarn erfasste in den Gebieten Kroatien und Slawonien 504.179 Serben, die 32 % der Bevölkerung ausmachten. Territoriale Veränderungen – der Verlust der vorwiegend von Serben bewohnten Region des östlichen Syrmien und die Eingliederung des Königreich Dalmatiens und Istriens in die Sozialistische Republik Kroatien – sowie die Nichteinbeziehung von Gebieten in Bosnien-Herzegowina, die vorwiegend von Kroaten besiedelt sind (wie zu Zeiten der Banovina Hrvatska), sind Gründe, weshalb der relative Prozentsatz der kroatischen Bevölkerung serbischer Ethnizität schwankte.

#### Seit dem Zerfall Jugoslawiens
Der große Bevölkerungsrückgang der Serben in Kroatien wurde durch die Jugoslawienkriege und insbesondere im Zeitraum von 1991 bis 1995 durch den Kroatienkrieg verursacht.
2001 lebten in Kroatien laut Zensus noch 201.631 Serben, also 4,54 % von 4.437.460 Einwohnern. Im Zensus 2001 wurden somit etwa 380.000 Serben, 100.000 Jugoslawen und insgesamt etwa 350.000 Menschen weniger gezählt.
Mit je nach Quelle zwischen 150.000 und 400.000 Personen lebt heute ein großer Teil der einstigen Kroatienserben in Serbien, weitere rund 150.000 leben in der Republika Srpska (Bosnien und Herzegowina). Die genaue Zahl ist wegen Fluktuationen schwer feststellbar, da zahlreiche Personen nach Kroatien zurückgekehrt sind, doppelt gemeldet sind oder Kroatien nach der Rückgabe des Eigentums bzw. Rückmeldung wieder verlassen haben.

### Geographische Verteilung
Die meisten Serben leben in den Regionen Banija, Kordun, Lika, Norddalmatien, West- und Ostslawonien, Syrmien und der Baranja. Kleinere Gruppen leben auch in anderen Teilen Kroatiens, in Slawonien und Dalmatien als Ganzes, der Bilogora, Moslavina, dem Gorski Kotar und in Istrien. Serben leben auch in allen größeren kroatischen Städten. Die größte Anzahl von Serben in Kroatien lebt in Zagreb.
Bei der Volkszählung von 2001 überstieg der Anteil der serbischen nationalen Minderheit in vier Gespanschaften die 10 Prozent Grenze: In der Gespanschaft Vukovar-Syrmien, der Gespanschaft Sisak-Moslavina, der Gespanschaft Karlovac und der Gespanschaft Lika-Senj.
In 16 Gemeinden herrscht eine serbische Bevölkerungsmehrheit:
- Dvor und Gvozd in der Gespanschaft Sisak-Moslavina
- Krnjak in der Gespanschaft Karlovac
- Donji Lapac und Vrhovine in der Gespanschaft Lika-Senj
- Erdut, Jagodnjak und Šodolovci in der Gespanschaft Osijek-Baranja
- Biskupija, Civljane, Ervenik und Kistanje in der Gespanschaft Šibenik-Knin
- Borovo, Markušica, Negoslavci und Trpinja in der Gespanschaft Vukovar-Srijem

## Kultur

### Sprache
Die meisten Angehörigen der serbischen nationalen Minderheit in Kroatien sprechen den neo-štokavischen Dialekt des Serbo-Kroatischen mit ijekavischer Aussprache, während im östlichen Slawonien und der Baranja vorwiegend die ekavische Aussprache vorherrscht.
Etwa 45.000 Personen in Kroatien gaben 2001 Serbisch als ihre Muttersprache an. Zwei Drittel davon leben in der Gegend um Vukovar und Osijek-Baranja. Als Standardantwort war „Kroatisch“ vorgegeben.
Serbische Schulkinder in Ostslawonien (ehemaliges UNTAES-Gebiet) haben gemäß dem Abkommen von Erdut (1995) ein Anrecht darauf, in Serbischer Sprache und in kyrillischer Schrift unterrichtet zu werden.

### Religion
Die meisten Serben in Kroatien sind serbisch-orthodox.
Die Metropolinate sind in vier Eparchien aufgeteilt.
In Norddalmatien gibt es drei serbisch-orthodoxe Klöster:
- Krupa
- Krka
- Dragović wurde beim Bau des Peruća-Staudammes zu Zeiten des kommunistischen Jugoslawiens überflutet.

### Bedeutende Persönlichkeiten

Nikola-Tesla-Denkmal (Zagreb)

Zahlreiche bekannte serbische Persönlichkeiten wurden in Kroatien geboren. Zu den bedeutendsten Persönlichkeiten gehören:
- Valtazar Bogišić (1834–1908), Jurist, Historiker und Ethnologe
- Svetozar Boroević von Bojna (1856–1920), österreichisch-ungarischer Feldmarschall im Ersten Weltkrieg
- Pero Budmani (1835–1914), Linguist und Philologe
- Marko Car (1859–1953), Autor, Journalist und Politiker
- Nikola Tesla (1856–1943), Erfinder und Elektroingenieur
- Jovan Karamata (1902–1967), Mathematiker
- Simo Matavulj (1852–1908), Schriftsteller
- Mihailo Merćep (1864–1937), Flugpionier
- Milutin Milanković (1879–1958), Astrophysiker und Mathematiker
- Sava Mrkalj (1783–1833), Linguist
- Josif Pančić (1814–1888), Botaniker
- Petar Preradović (1818–1872), österreichisch-ungarischer Offizier und Autor
- Svetozar Pribićević (1875–1936), Politiker
- Medo Pucić (1821–1882), Schriftsteller und Politiker
- Niko Pucić (1820–1883), Politiker und Journalist
- Milan Rešetar (1860–1942), Sprachwissenschaftler, Slawist, Numismatiker und Historiker
- Josif Runjanin (1821–1878), österreichisch-ungarischer Offizier und Komponist der kroatischen Nationalhymne
- Pavle (1914–2009), Patriarch der Serbisch-Orthodoxen Kirche

## Geschichte

### Frühes Mittelalter

#### Toponyme
Serbischen Linguisten zufolge gilt das Toponym Srb, eine Ortschaft am Fluss Una, die im 9. Jahrhundert schriftlich festgehalten ist, als eine Spur von Serben in Kroatien. Begriffe wie Serb oder Srb lassen demzufolge auf die Volksgruppe der Serben schließen. Kroatische Linguisten halten dagegen, dass sich das Hauptwort Srb vom urslawischen Verb serbati (deut. ‚hervorquellen‘; gemeint ist hier die Quelle der Una) herleitet.

#### Besiedlung nach Quellenlage
Gemäß dem Werk De Administrando Imperio (DAI, Kapitel 32–36) des byzantinischen Kaisers Konstantin VII. aus dem Jahr 950 besiedelten Slawen schon während der Regentschaft des Kaisers Herakleios (610–641) die folgenden Länder Dalmatias:
- Raszien (Raška)
- Dioclea (Duklja)
- Paganien (Neretva)
- Zachlumoi (Zahumlje)
- Travunien und Konavli

Die Einwohner der Länder Paganien, Zahumlje und Travunien beschreibt das DAI als Slawen, die sich zur Zeit der Regentschaft des Herakleios (610–641) dort niederließen.
Der größte Teil Paganiens/Narentas und kleinere Teile des Zahumlje, Travuniens und Konavles gehören jetzt zum Staatsgebiet Kroatiens. Die restlichen Gebiete gehören größtenteils zu Bosnien und Herzegowina. Raszien befindet sich im heutigen Serbien und auch in Montenegro, Dioclea fast ausschließlich in Montenegro und teilweise in Nordalbanien.

### Spätmittelalter
Der serbische König von Raszien Stefan Dragutin aus der Dynastie der Nemanjiden erhielt vom ungarisch-kroatischen König Ladislaus IV. einige Ländereien und gründete das Königreich Syrmien. Slawonien gehörte von 1282 bis 1316 dazu. Sein Nachfolger Vladislav II. musste 1316 die größten Teile Slawoniens an die kroatischen Adelsgeschlechter der Zrinski und Frankopan abgeben.

### Frühe Neuzeit

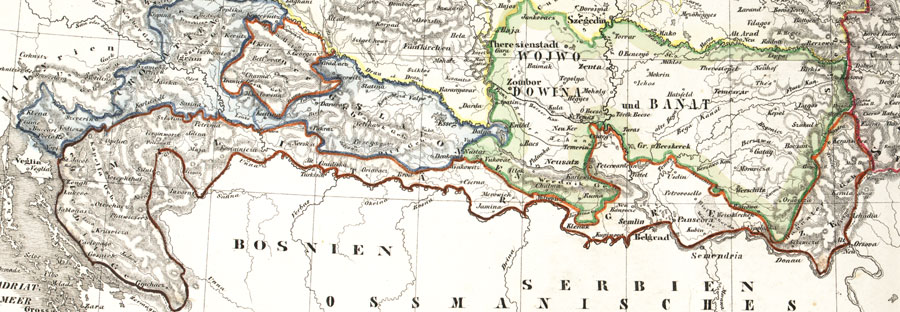
Von den Habsburgern gewährtes Siedlungsgebiet, Vojna Krajina (Militärische Gegend)

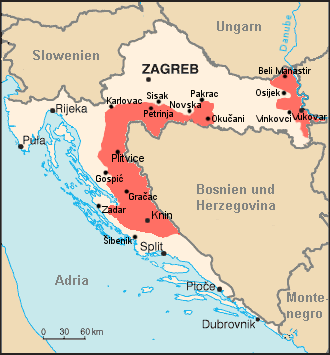
Gebiet der proklamierten Republik Serbische Krajina 1991–95

Die orthodoxen Siedler im heutigen Kroatien und Bosnien waren zu einem großen Anteil ursprünglich romanischsprachige Walachen (auch Vlachen). Begriff „Vlachs“ wurde auch für Slawen verwendet, die dieselbe pastorale nomadische Subsistenzweise mit den historischen Vlachen teilten. Als solches wurde es auch für die Serben verwendet, die die Militärgrenze besiedelten. Im Zuge der Schaffung einer modernen nationalen Identität, die mit der Konfession zusammenhängt, wurden jedoch allmählich die Begriffe Walache und Serbe synonymisch verwendet, da beide Gruppen serbisch-orthodoxer Konfession waren. Orthodoxe Flüchtlinge, die sich an der Grenze (Krajina) zwischen habsburgischem und osmanischem Territorium niederließen, gehörten zu den Vorfahren der bis zu ihrer Vertreibung in Kroatien lebenden Krajina-Serben und wurden ebenfalls offiziell als Walachen bezeichnet. Die Anwendung der Bezeichnung Walachen war daher keine gültige Aussage über ihre ethnische Zugehörigkeit, da es sich bei ihnen entweder um Nomaden oder um freie Bauernsoldaten handeln konnte.
Die meisten serbisch-orthodoxen Siedler siedelten sich während der Zeit der Osmanischen Eroberungen als Flüchtlinge in verschiedenen Gebieten des heutigen Kroatiens an. Einige dieser Siedler wurden bereits von den Osmanen in Gebieten des heutigen Kroatiens angesiedelt, die erst in späteren Perioden habsburgisch bzw. venezianisch wurden.
Viele wurden von den Venezianern angeworben und angesiedelt, den meisten jedoch wurde von den Habsburgern Land im Grenzgebiet zur Verfügung gestellt. Das Gebiet wurde, um als besondere militärische Schutzzone zu dienen, als Militärgrenze (Vojna Krajina ‚Militärische Gegend‘), innerhalb des Habsburgerreichs konzipiert. Sie fungierte bis zuletzt als Rückzugsgebiet für die von den Osmanen verfolgten aufständischen Orthodoxen im osmanischen Bosnien, aber auch die osmanische Seite der Grenze war aufgrund von Neuansiedlungen nach Entvölkerung durch Kriege und die Pest vorwiegend von serbisch-orthodoxen Wehrbauern besiedelt.
Die Bewohner der Militärgrenze, die in vielen Gebieten mehrheitlich serbisch-orthodoxer Konfession waren (Vorfahren der heutigen Krajina-Serben), bildeten eine Art „Militärklasse“ in der Region.
Die historische Militärgrenze wurde nach der Annexion von Bosnien und Herzegowina 1881 aufgelöst und mit Kroatien und dem Banat wiedervereinigt. Seit der Wiedervereinigung kam der stellvertretende Ban stets aus der Reihe der Serben.
In den letzten beiden Jahrzehnten des 19. Jahrhunderts verbündete sich der ungarische Ban Kroatiens Károly Khuen-Héderváry im kroatischen Parlament mit den serbischen Parteien. Aus diesem Grunde erhielten Serben überproportional viele Posten in der Verwaltung und staatlichen Institutionen. Dies führte zu Spannungen mit einem Teil der kroatischen Bevölkerung.

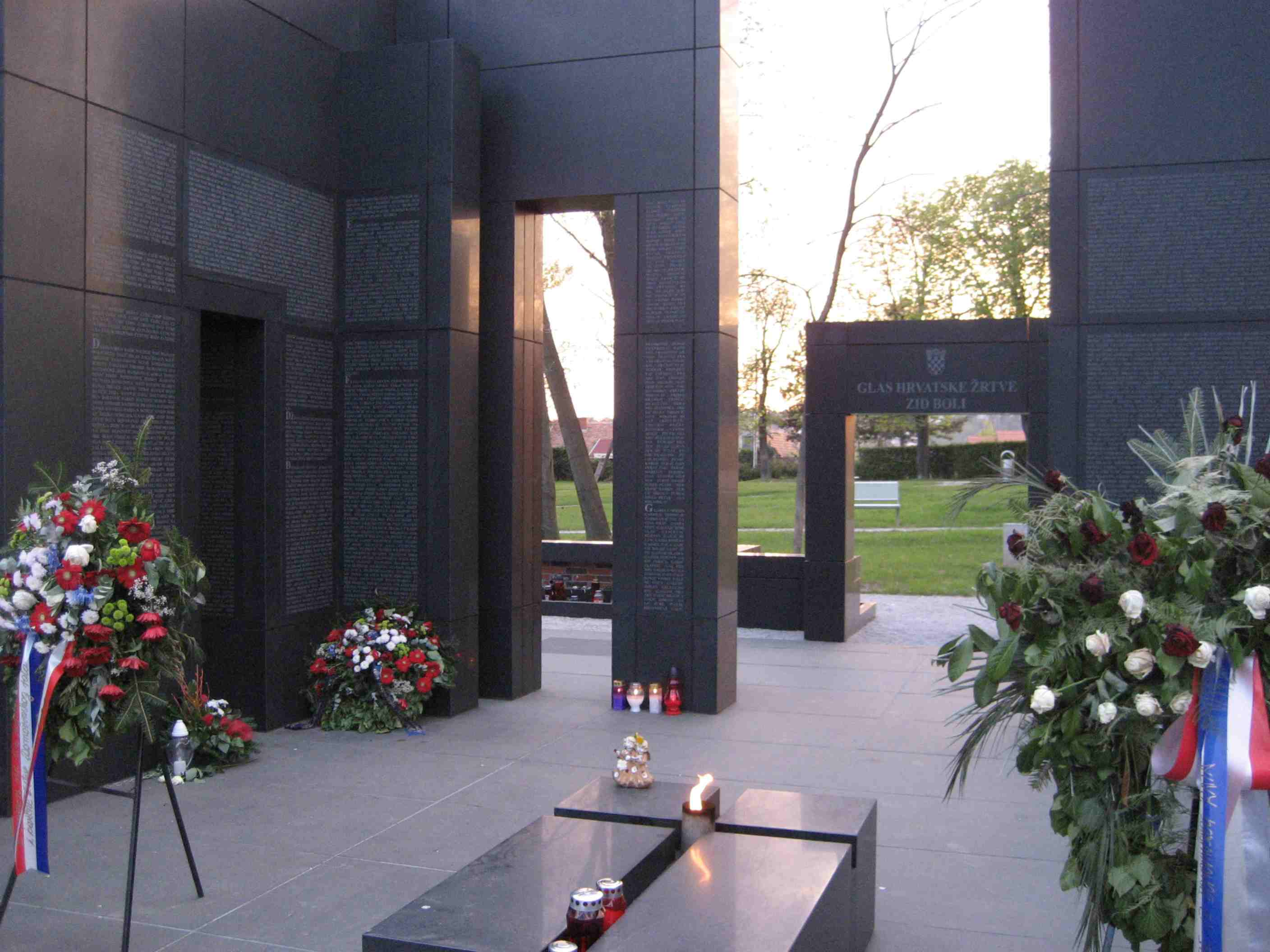
Mahnmal für die Opfer der Kroatien-Krieges 1991 bis 1995.

### Jüngere Geschichte
Unter der Herrschaft der Ustascha im Unabhängigen Staat Kroatien (1941 bis 1945) fielen Hunderttausende von Serben dem Völkermord an den Serben im Unabhängigen Staat Kroatien zum Opfer.
Die Volkszählung von 1991 war die letzte vor dem Ausbruch des Kroatien-Krieges. Die ethnische und religiöse Zusammensetzung der Bevölkerung in Kroatien sah wie folgt aus:
Insgesamt 4.784.265 Einwohner
- Kroaten 78,1 %
- Serben 12,1 %
- Jugoslawen 2,2 %

Die Jahre 1991 bis 1995 sind durch zwei große Migrationsbewegungen gekennzeichnet:
- eine erste in der Anfangsphase des Kroatien-Krieges um das Jahr 1991 und
- eine zweite in der Endphase des Krieges im Jahr 1995.

Während der ersten großen Bevölkerungsbewegung flohen mehrere hunderttausend Menschen auf kroatischer Seite, bei der zweiten Bevölkerungsbewegung flohen mehrere hunderttausend Menschen auf serbischer Seite.
Nach Ende der Jugoslawienkriege hatte sich der nationale Bevölkerungsanteil wie folgt verändert:
Insgesamt 4.381.352 Einwohner
- Kroaten 89,6 %
- Serben 4,5 %
- Jugoslawen 0,0017 %

Zu Beginn des Krieges flohen die meisten Kroaten aus Ostslawonien, der Baranja, Banija, dem Kordun, dem Osten der Lika, dem nord-dalmatinischen Hinterland und aus Konavle, also aus jenen Gebieten, die unter serbische Militärkontrolle gerieten.
Zur selben Zeit flohen die meisten Serben aus der Bilogora, und dem Nordwesten Slawoniens, aus Gebieten, die unter kroatischer Kontrolle blieben. In späteren Kriegsphasen flohen die meisten Serben aus West-Slawonien, der Banija, dem Kordun, der östlichen Lika und dem norddalmatinischen Hinterland.
Diese Bevölkerungsbewegungen werden einigen Quellen gemäß als ethnische Säuberung beschrieben. Es gab zahlreiche Ereignisse, welche klar als solche dokumentiert wurden:
- Angriffe und die systematische Vertreibung der kroatischen Bevölkerung beispielsweise aus den Ortschaften Škabrnja, Kijevo, Saborsko, Slunj, Vukovar, Lovas, den Orten südlich von Dubrovnik.
- Angriffe und die Vertreibung der serbischen Bevölkerung aus Kroatien während der Militäroperationen Oluja und Bljesak. Aufgrund dessen wurde vom ICTY Anklage wegen mehrerer Kriegsverbrechen und Verbrechen gegen die Menschlichkeit gegen führende Militärs wie z. B. Ante Gotovina im ICTY erhoben[22], welcher jedoch in allen Anklagepunkten freigesprochen wurde.

Der Anführer der serbischen Freischärler Milan Babić bekannte sich während seines Gerichtsprozesses beim Haager Kriegsverbrechertribunal des Verbrechens schuldig „Menschen aufgrund ihrer religiösen Herkunft“ verfolgt zu haben und Verbrechen gegen die Menschlichkeit auf dem Gebiet der Republik Serbische Krajina begangen zu haben.
Der Krieg endete mit dem militärischen Sieg der kroatischen Armee im Jahr 1995 und der friedlichen Wiedereingliederung des verbliebenen Staatsgebietes im Osten des Landes im Jahre 1998.
Der Exodus der Serben der Republik Serbische Krajina im Jahr 1995 wurde durch den Vormarsch kroatischer Truppen verursacht. Die Anklageschriften am Internationalen Strafgerichtshof für das ehemalige Jugoslawien sprechen auch von erzwungener Flucht.
Es wurden ca. 200.000 Serben vertrieben oder flüchteten nach Serbien und in die Republika Srpska. Nach einem Bericht des kroatischen Helsinki-Komitees kamen während und nach der Offensive insgesamt 400 bis 800 Serben durch marodierende kroatische Truppen ums Leben. Bis 2002 waren nach Angaben des Hohen Flüchtlingskommissar der Vereinten Nationen rund 100.000 kroatische Serben zurückgekehrt.

### Gegenwart
Im Jahr 1997 wurden alle Personen amnestiert, die zwar am bewaffneten Aufstand als serbische Freischärler beziehungsweise Paramilitärs beteiligt waren, denen jedoch keine Kriegsverbrechen nachgewiesen werden konnten.
Die meisten kroatischen Flüchtlinge kehrten in ihre Heimatorte zurück. Etwa zwei Drittel der ehemaligen serbischen Bevölkerung Kroatiens blieb im Exil. Etwa ein Drittel kehrte nach Zagreb und in andere Teile Kroatiens zurück, in denen keine Kampfhandlungen stattgefunden haben.
In den Jahren 2004 und 2005, zählte die Regierung Serbiens etwa 140.000 Flüchtlinge aus Kroatien auf ihrem Staatsgebiet. Rund 13.000 Anträge auf Wiederinstandsetzung beschädigter Häuser sind bei den kroatischen Behörden eingegangen.
Tausende von Kroaten, die aus Bosnien-Herzegowina während des Bosnienkrieges vertrieben wurden, wohnen nun in Ortschaften, in denen zuvor eine serbische Bevölkerungsmehrheit lebte.
Gemäß der derzeitigen kroatischen Rechtslage dürfen Personen, die in verlassenen Häusern Unterkunft gefunden haben und keine alternative Unterkunftsmöglichkeit haben, im Privateigentum der dritten Person als Flüchtling wohnen bleiben. Die Zahl dieser Personen und Familien ist besonders seit dem Jahr 2000 stark rückläufig und eine bedeutende Anzahl des Privateigentum wurde den bisherigen Eigentümern verfügbar gemacht.
Während 2004, gemäß Angaben der Behörden, etwa 1.400 Häuser von Flüchtlingen besetzt waren, verringerte sich die Zahl im Folgejahr auf 385.
Der Wiederaufbau der während des Krieges beschädigten oder zerstörten Privathäuser wird sowohl für Kroaten als auch für Serben bis zu gewissen Grenzen (Rohbau) vom kroatischen Staat finanziert (Programm „Obnova“).
Häufig jedoch sind die Industriebetriebe und sonstige Arbeitsplätze zerstört und nicht wieder aufgebaut worden, so dass in diesen Gebieten eine vernünftige Existenzgrundlage fehlt. Von landwirtschaftlichen Erzeugnissen können Kleinbauern in Kroatien, wie auch in anderen Staaten Europas, nicht mehr leben.
Unmittelbar vor der friedlichen Reintegration gemäß dem Abkommen von Erdut von 1995 zwischen der Regierung Kroatiens und der Bundesrepublik Jugoslawien zur friedlichen Reintegration der verbliebenen serbisch kontrollierten Gebietes in Ostkroatien verließen um das Jahr 1998 etwa 24.000 Serben das Land, weil sie nicht in Kroatien leben wollten. Im weiteren Verlauf tauschten viele Kroaten in der Vojvodina ihre Immobilien mit Serben in Kroatien. Es sind aber auch wieder Serben nach Kroatien zurückgekehrt. Die genaue Zahl ist wegen der Fluktuation schwer feststellbar, da zahlreiche Personen oft doppelt gemeldet sind oder Kroatien nach der Rückgabe des Eigentums bzw. Rückmeldung wieder verlassen haben.

#### Politische Entwicklung
In der kroatischen politischen Landschaft beteiligten sich seit Beendigung des Krieges mehrere serbische Abgeordnete wie z. B. Milorad Pupovac, Vojislav Stanimirović und Milan Đukić an der Regierungsverantwortung.
Lokale serbische Abgesandte sind an der kommunalen politischen Arbeit beteiligt und stehen im Blicklicht der internationalen Staatengemeinschaft wie z. B. dem UNHCR, unabhängiger Massenmedien, sowie der Presse.
Die Beteiligung der größten serbischen Partei in Kroatien, der SDSS und der SNS an der Regierung unter der Führung von Ivo Sanader brachte Fortschritte im Zusammenleben. Die Flüchtlingssituation blieb jedoch weiterhin politisch sensibel.
2005 und 2006 fanden zwischen dem kroatischen Präsidenten Stjepan Mesić und dem serbischen Präsidenten Boris Tadić gegenseitige Staatsbesuche statt, um die politischen Beziehungen zu verbessern.